# Urwald Weißwasser

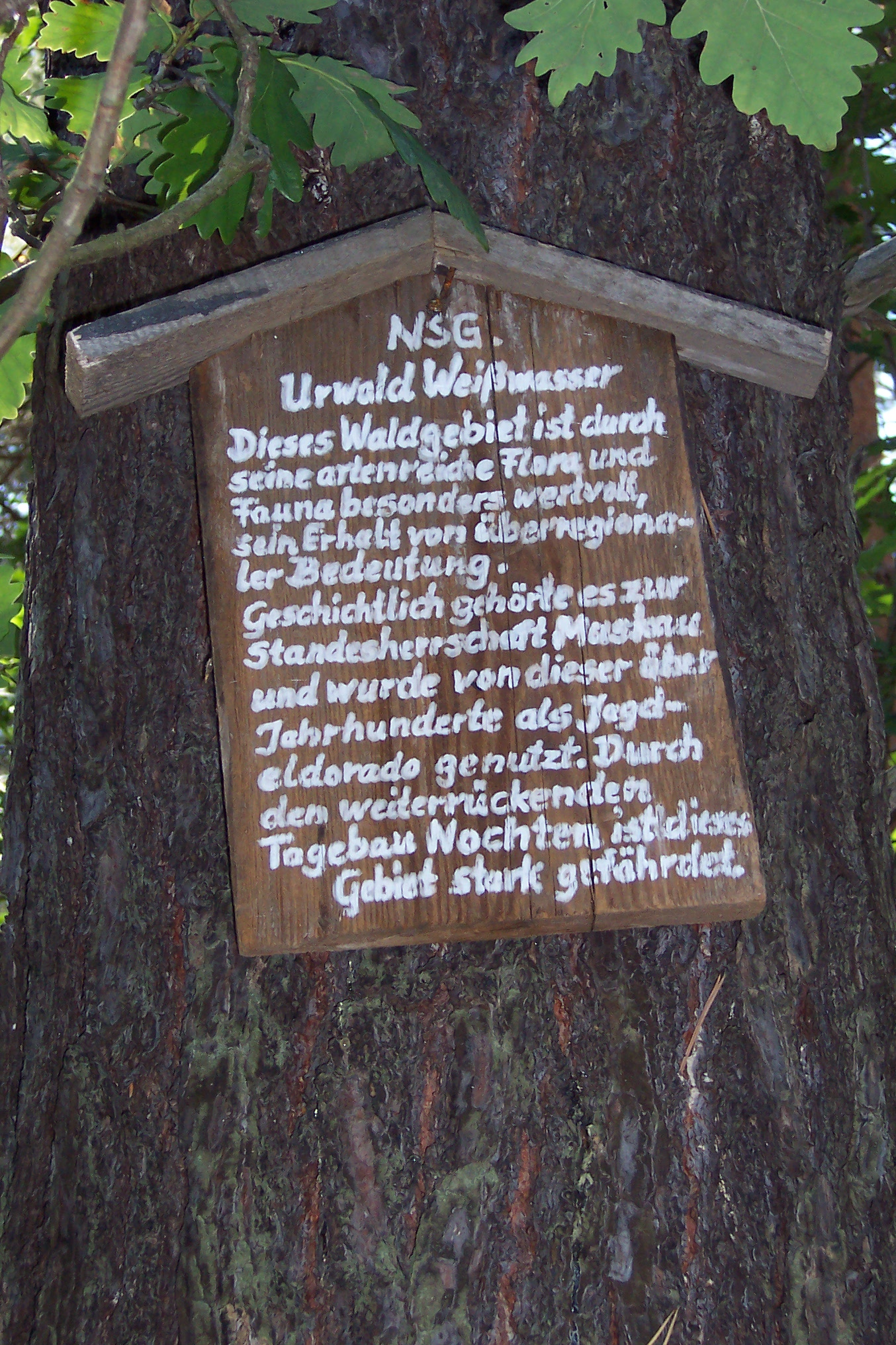
Hinweistafel zum NSG, heute nicht mehr vorhanden

 Das Naturschutzgebiet (NSG) Urwald Weißwasser war ein Waldschutzgebiet im Landkreis Görlitz, fünf Kilometer westlich von Weißwasser.
Es hat die offizielle Registriernummer D 80 und umfasste eine Fläche von 97,45 Hektar (ha). Das Naturschutzgebiet lag im Bergbauschutzgebiet. Der Tagebau Nochten hat das Schutzgebiet bis 2015 vollständig überbaggert. Ende des Jahres 2009 hatte bereits die Tagebauvorfeldberäumung den östlichen Rand des NSG in der Abteilung 183 erreicht.

## Lage
Das Naturschutzgebiet lag in den ausgedehnten Wäldern der Muskauer Heide. Seine geographische Lage wird charakterisiert durch die Hochflächenausläufer (auch Trebendorfer Hochfläche genannt) der Endmoräne des Muskauer Faltenbogens im Norden um die Ortschaft Trebendorf. Im Süden grenzte das Gebiet an die Ränder des Lausitzer Urstromtals. Beim Urwald handelte es sich um Teile der Abteilungen 184 bis 186 und 202 sowie 203 des Tiergartens der Standesherrschaft Muskau. Das Gebiet war bis zu seiner tagebaulichen Inanspruchnahme durch Wanderwege von Weißwasser, Trebendorf, Schleife und Mühlrose erschlossen.

## Geschichte
Das Naturschutzgebiet in seiner Form, wie es in den 1960er Jahren bei seiner Gründung vorlag, verdankte sein Entstehen der Jagdleidenschaft der Muskauer Standesherren. Schon in der Mitte des 17. Jahrhunderts waren die Muskauer Forste beim Dresdner Hof beliebte Jagdausflugsziele. Diese Leidenschaft der Herrschaft verhinderte, dass der Urwald bei Weißwasser ein Opfer des Raubbaus an deutschen Wäldern wurde. Schon in der Zeit, in der die Familie von Callenberg Besitzer der Standesherrschaft Muskau war (ca. 1648), entstand dort eine Jagdunterkunft, die bis zum 18. Jahrhundert zu einem Jagdschloss ausgebaut wurde. Die nachfolgenden Standesherren legten Wildgatter an, die zu einer Einzäunung eines bis zu 3000 Hektar großen Tiergartens führten. Die forstwirtschaftlichen Aufgaben in diesem Waldgebiet beinhalteten vor allem die Hege im Wildtierbestand. Aber auch die zielgerichtete Aufforstung und äußerst rücksichtsvolle Hiebarbeit am Waldbestand lagen im Interesse der Jagdleidenschaft der Besitzer.

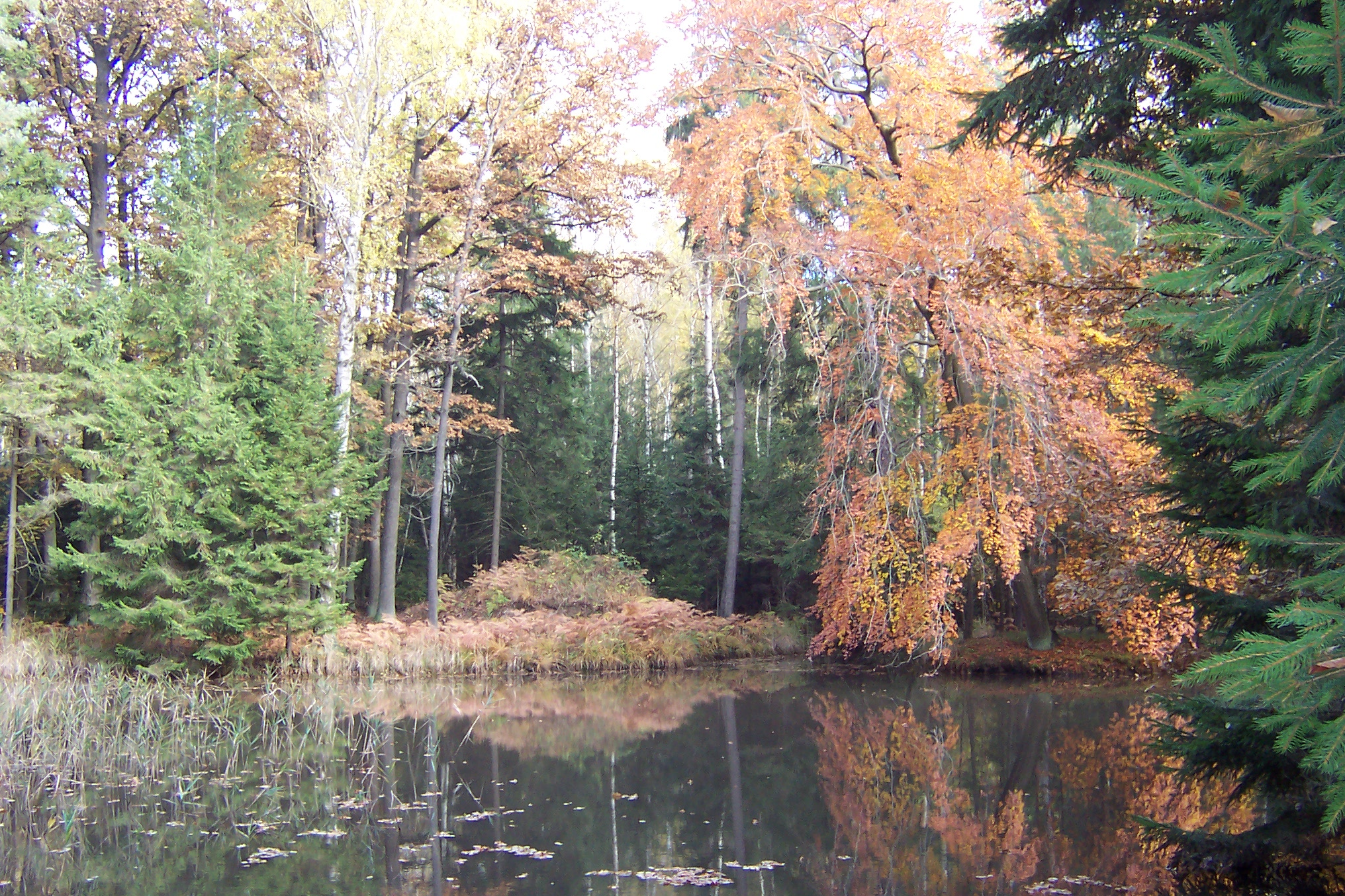
Märchensee mit typischem Baumbestand

Unter Pückler wurden im Urwald landschaftsgestalterische Elemente umgesetzt. Ihm wird die Anlegung der Schlosswiese und die Schaffung eines kleinen Waldteiches in unmittelbarer Nähe des Jagdschlosses zugeschrieben. Im September 1945 ging das Gebiet in Staatseigentum der DDR über. Am 30. März 1961 wurde das Kerngebiet des Tiergartens unter Naturschutz gestellt und bekam die Bezeichnung „Urwald Weißwasser“. 1964 wurde es mit den größten Teilen der Muskauer Heide Bergbauschutzgebiet. Nach der politischen Wende gelangte das Gebiet im Rahmen der Privatisierung 1998 an die LAUBAG und 2002 an die Vattenfall Europe Mining.

## Bedeutung
Die sehr unterschiedlichen natürlichen Standortbedingungen als Folge der nacheiszeitlichen geografischen Entwicklung führten zu einem engen Nebeneinander von ausgedehnten Feuchtgebieten und beträchtlichen Sanddünen. Im Naturschutzgebiet gab es außerdem Bereiche verlandeter Waldteiche. Dadurch entstand eine sehr vielschichtige Waldvegetation. In  Talstandorten überwog der Lausitzer Fichten-Kiefern-Wald und in den nicht grundwasserbeeinflussten Lagen herrschte der Zwergstrauch-Kiefern-Wald vor. Bei einigen Altkiefern, die mit einem besonderen Genotyp von Plattenborke ausgestattet sind, handelte es sich um Nachfahren der nacheiszeitlichen Urkiefer. Eine für Deutschland einmalige Waldpopulation bestand in einem ausgedehnten Bestand einer seltenen regionalen Abart der Traubeneiche. Im Urwald befanden sich Bäume mit einem Alter bis zu 400 Jahren und beträchtlichen Ausmaßen. Schon Pückler hatte in seinen Andeutungen zur Landschaftsgärtnerei solche Exemplare dokumentiert. Im Microsensus der sehr unterschiedlichen Waldpopulationen befand sich eine sehr charakteristische und für Deutschland einmalige Flora und Fauna.

## Flora
Beispiele erwähnenswerter, im Naturschutzgebiet Urwald Weißwasser vorgekommener Pflanzenarten:
1. Lausitzer Tieflandsfichte (bis 175 Jahre alt)
2. Plattenkiefer (bis 250 Jahre alt)
3. Traubeneiche (bis 440 Jahre alt)
4. Rotbuche (bis 300 Jahre alt)
5. Sandbirke
6. Moorbirke / Stielbirke
7. Hängebuche
8. Weißtanne
9. Mottenkraut (Sumpfporst, Saugrenz)
10. Fuchs’ Knabenkraut
11. Breitblättriges Knabenkraut
12. Geflecktes Knabenkraut
13. Fleischfarbenes Knabenkraut
14. Breitblättrige Stendelwurz
15. Braunrote Stendelwurz
16. Rote Stendelwurz (Sonderform der Braunroten Stendelwurz)
17. Großes Zweiblatt
18. Weiße Waldhyazinthe
19. Winterlieb
20. Siebenstern
21. Sumpfveilchen
22. Hundsveilchen
23. Grabenveilchen
24. Sandveilchen
25. Torfveilchen
26. Buntes Veilchen
27. Blaues Veilchen
28. Mittlerer Sonnentau
29. Rundblättriger Sonnentau
30. Glockenheide
31. Rosmarinheide
32. Keulenbärlapp
33. Sprossender Bärlapp
34. Sumpfbärlapp
35. Zypressenflachbärlapp
36. Zeilers-Flachbärlapp
37. Scheidiges Wollgras
38. Schmalblättriges Wollgras
39. Sumpfschwertlilie
40. Sibirische Schwertlilie
41. Schillernde Schwertlilie
42. Wasserschlauch
43. Wasserlinse
44. Wasserlaichkraut
45. Knötrichlaichkraut
46. Wasser-Braunwurz
47. Gewöhnliche Moosbeere
48. Gemeine Bärentraube
49. Bastard-Heidelbeere
50. Rauschbeere oder Trunkelbeere
51. Eichenfarn
52. Kammfarn
53. Straußenfarn
54. Königsfarn
55. Wurmfarn
56. Adlerfarn
57. Rippenfarn
58. Sorbische Brombeere
59. Rohrpfeifengras
60. Wiesensegge
61. Sumpfsegge
62. Grau-Segge
63. Gelb-Segge
64. Zypergras-Segge
65. Scheinzypergras-Segge
66. Blaugrüne-Segge
67. Kopfbinse
68. Sandbinse
69. Schnabelbinse
70. Zarte Binse
71. Braunes Schnabelried
72. Weißes Schnabelried
73. Wurzelnde Simse
74. Moorreitgras
75. Zwerg-Lein
76. Arnika
77. Wiesenboxbart
78. Sumpfgreiskraut
79. Katzenminze
80. Wilder Salbei
81. Wiesenthymian (Wilder Thymian)
82. Sandthymian (Wilder Thymian)
83. Pechnelke
84. Heidenelke
85. Grasnelke
86. Steinnelke
87. Felsennelke
88. Rote Lichtnelke
89. Kuckucks-Lichtnelke
90. Phrygische Flockenblume
91. Natternzunge
92. Kreuzblume
93. Buschwindröschen
94. Waldvergissmeinicht
95. Ährige Teufelskralle
96. Sumpfstorchenschnabel
97. Wiesenschachtelhalm
98. Großer Wiesenknopf
99. Fichtenspargel
100. Kassuben-Wicke
101. Platterbse
102. Sumpf-Sternmiere
103. Waldmeister
104. Walderdbeere
105. Gelbweißes Schein-Ruhrkraut
106. Acker-Filzkraut
107. Katzenpfötchen
108. Stinkende Hundskamille
109. Färberkamille
110. Kicher-Tragant
111. Heilziest
112. Waldziest
113. Graues Fingerkraut
114. Norwegisches Fingerkraut
115. Zittergras
116. Nickendes Perlgras
117. Duftende Weißwurz
118. Waldruhrkraut
119. Steinbeere

## Fauna
Beispiele erwähnenswerter, im Urwald Weißwasser vorgekommener Tierarten:
Rotwild, Damwild (weiß), Wolf, Dachs, Birkhuhn, Kranich, Schwarzspecht, Grünspecht, Kleinspecht, Ziegenmelker, Kleiber, Pirol, Goldammer, Grauammer, Neuntöter, Bluthänfling, Seeadler, Rotmilan, Baumfalke, Wiedehopf (nähe Tagebau), Kolkrabe, Uhu, Waldkauz, Steinkauz, Raufußkauz, Sperlingskauz, Waldohreule, Fledermaus (3 Arten), Kreuzotter, Glattnatter, Ringelnatter, Moorfrosch, Springfrosch, Teichfrosch, Laubfrosch, Zauneidechse, Kreuzkröte, Erdkröte, Wechselkröte, Knoblauchkröte, Kammmolch, Rotbauchunke, Hirschkäfer, Sägebock, Rosenkäfer, Scharlachkäfer, Eremit, Hirschkäfer, Ölkäfer, Goldwanze, Wespenspinne, Wiesenknopfbläuling, Dukatenfalter, Landkärtchenfalter, Trauerfalter, Segelfalter, Schwalbenschwanz, Dodge-Wespe…

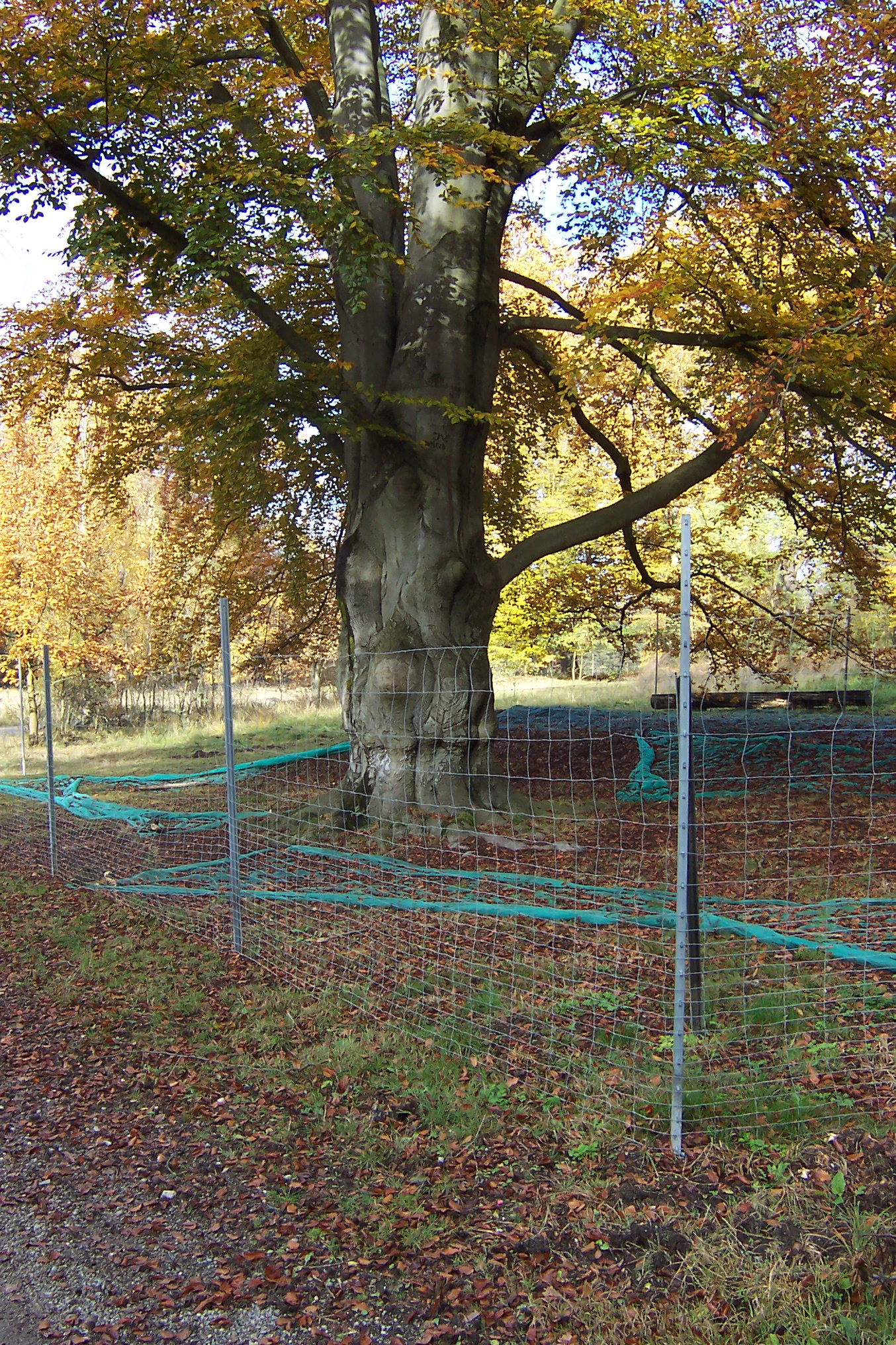
Saatgutsicherung an der Blutbuche der ehemaligen Oberförsterei

## Neuentstehung des Tiergartens in einer Kulturlandschaft
Mit der Auskohlung des Territoriums gingen die urwüchsigen Waldgebiete verloren. Der Braunkohlenabbauplan des Tagebaus Nochten sieht deshalb die Schaffung einer ca. 1.600 ha großen Kulturlandschaft als Ersatz für die verlorenen Naturschutzgebietes, u. a. den Urwald Weißwasser, vor. Das Konzept der Vattenfall Europe Mining & Generation enthält folgende Schwerpunkte:
- Landschaftsgestaltung mit der geografischen Nachbildung der nacheiszeitlichen Folgelandschaft,
- Naturausstattung mit der typischen Flora des heutigen Naturschutzgebiets,
- Nachbildung historischer Elemente mit geborgenen Originalstücken (GPS-Adresse zum Auffinden des Altstandortes).

Zu diesem Zweck wurden Gen-Erhaltungsplantagen für geschützte Bäume geschaffen. Wertvolle Einzelpflanzen wurden geborgen sowie Pfropfreiser genommen und Pflanzensamen gesammelt.